# 里斯托·穆斯托宁
里斯托·穆斯托宁（芬蘭語：Risto Mustonen，1875年4月24日—1941年3月3日），芬兰男子摔跤运动员。他曾代表芬兰参加世界摔跤锦标赛，获得一枚铜牌。他也曾参加1912年夏季奥林匹克运动会。